# Gouvernement Affi N'Guessan I
Pour les articles homonymes, voir Gouvernement Affi N'Guessan.
Deuxième République
Diarra I Affi N'Guessan II
Le gouvernement Affi N'Guessan I fut formé quelques heures après l'élection à la tête de la Côte d'Ivoire de Laurent Gbagbo le 26 octobre 2000.

## Composition du gouvernement

### Premier ministre
|  |  | Fonction                                                                                 | Nom                         | Parti |
|  |  | ---------------------------------------------------------------------------------------- | --------------------------- | ----- |
|  |  | Premier ministre, chef du gouvernement, ministre de la Planification et du développement | Pascal Affi N'Guessan       | FPI   |
|  |  | Ministre d'Etat, ministre des Affaires étrangères                                        | Aboudramane Sangaré         | FPI   |
|  |  | Ministre d'Etat, ministre de l'Intérieur et de la décentralisation                       | Emile Boga Doudou           |       |
|  |  | Ministre d'Etat, ministre de la Défense et de la protection civile                       | Moïse Lida Kouassi          | FPI   |
|  |  | Ministre de l'Economie et des Finances, porte-parole du gouvernement                     | Mamadou Koulibaly           | FPI   |
|  |  | Garde des Sceaux, ministre de la Justice et des libertés publiques                       | Oulaï Siené                 |       |
|  |  | Ministre de l'Enseignement supérieur et de la Recherche scientifique                     | Séry Bally                  | FPI   |
|  |  | Ministre de l'Education nationale                                                        | Michel Amani N'Guessan      | FPI   |
|  |  | Ministre du Travail, de la Fonction publique et de la Réforme administrative             | Hubert Oulaye               | FPI   |
|  |  | Ministre des Mines et de l'Energie                                                       | Léon Emmanuel Monnet        |       |
|  |  | Ministre de la Santé publique                                                            | Raymond Abouo N'dori        |       |
|  |  | Ministre de l'Agriculture et des Ressources Animales                                     | Alphonse Douaty             | FPI   |
|  |  | Ministre des Infrastructures Economiques                                                 | Patrick Achi                | PDCI  |
|  |  | Ministre du Commerce et de l'Industrie                                                   | Paul Antoine Bohoun Bouabré |       |
|  |  | Ministre du Tourisme et de l'Artisanat                                                   | Odette Likikouet            |       |
|  |  | Ministre de la Construction et de l'Urbanisme                                            | Assoa Adou                  |       |
|  |  | Ministre des Transports                                                                  | Aimé Kabran Appiah          |       |
|  |  | Ministre de la Sécurité sociale et de la Solidarité nationale                            | Clotilde Ohouochi           |       |
|  |  | Ministre de la Culture et de la Communication                                            | Koné Dramane                |       |
|  |  | Ministre de l'Environnement, de l'Eau et de la Forêt                                     | Angèle Boka                 |       |
|  |  | Ministre de la Famille, de la Femme et de l'Enfant                                       | Henriette Lagou             |       |
|  |  | Ministre de la jeunesse                                                                  | Dano Djédjé                 |       |
|  |  | Ministre des Sports                                                                      | Geneviève Bro Grébet        | PDCI  |